# Новозыряново
Новозыряново — село в Заринском районе Алтайского края России. Административный центр Новозыряновского сельсовета.

## География
Село находится в северо-восточной части Алтайского края, на правом берегу реки Татарка (приток реки Чумыш), на расстоянии примерно 4 километров (по прямой) к северу от города Заринск, административного центра района.
Абсолютная высота — 168 метров над уровнем моря.

### Уличная сеть
Уличная сеть села состоит из девяти улиц.

### Климат
умеренный, континентальный. Средняя температура января составляет −17,7 °C, июля — +19,2 °C. Годовое количество атмосферных осадков — 450 мм.

## История
Новозыряново было основано в 1827 году. В «Списке населенных мест Российской империи» 1868 года издания населённый пункт упомянут как заводская деревня Ново-Зырянова (Гагарская) Барнаульского округа (1-го участка) Томской губернии при речке Малой Лосихе. В деревне при 15 дворах проживало 86 душ.

В 1899 году в деревне, относящейся к Косихинской волости Барнаульского уезда, имелось 75 крестьянских дворов и проживало 225 человек. Функционировали хлебозапасный магазин и школа грамоты.
По состоянию на 1911 год Ново-Зырянская включала в себя 100 дворов. Имелись хлебозапасный магазин и торговая лавка. Население на тот период составляло 525 человек. Административно деревня входила в состав Куликовской волости Барнаульского уезда.

В 1926 году в деревне Ново-Зыряновка в 207 хозяйствах проживало 964 человек). Функционировали школа I ступени и лавка общества потребителей. В административном отношении Ново-Зыряновка являлась центром сельсовета Чумышского района Барнаульского округа Сибирского края.
В 1983 году в черту села вошёл посёлок Лаврентьево

## Население
| 1997 | 1998 | 1999 | 2000 | 2001 | 2002 | 2003 | 2004 | 2005 |
| ---- | ---- | ---- | ---- | ---- | ---- | ---- | ---- | ---- |
| 517  | ↘508 | ↘504 | ↗508 | ↗526 | ↗538 | ↗539 | ↘537 | ↘521 |
| 2006 | 2007 | 2008 | 2009 | 2010 | 2011 | 2012 | 2013 |      |
| ↗522 | ↗528 | ↘513 | ↗528 | ↗533 | ↘531 | ↗541 | ↘538 |      |

### национальный состав
Согласно результатам переписи 2002 года, в национальной структуре населения русские составляли 92 % от 534 жителей.
гендерный состав
В 1859 году в деревне имелось проживало 86 человек, из них 42 мужчины и 44 женщины
В 1899 году в деревне проживало 225 человек, из них 110 мужчин и 115 женщин.
В 1926 году в деревне проживало 964 человека, из них 447 мужчин и 517 женщин.

## Инфраструктура
В селе функционируют средняя общеобразовательная школа, фельдшерско-акушерский пункт (филиал КГБУЗ «Центральная городская больница г. Заринск»), дом культуры и отделение Почты России.

## Транспорт
Посёлок доступен по дороге общего пользования межмуниципального значения «Новозыряново — Старокопылово» (идентификационный номер 01 ОП МЗ).